# Домнич, Михаил Васильевич
Михаил Васильевич Домнич (род. 1926, Солдатская, Прохладненский район, Кабардино-Балкарская автономная область, РСФСР, СССР) — передовик советской цветной металлургии, бурильщик Тырныаузского вольфрамово-молибденового комбината Кабардино-Балкарского совнархоза, Герой Социалистического Труда (1961).

## Биография
Родился в 1926 году в станице Солдатская, ныне Прохладненского района Кабардино-Балкарской Республики, в украинской семье кузнеца. Отец, Василий Захарович, трудился в кузнице балкарского аула Гирхожан, Михаил на каникулах приезжал к нему и помогал. Завершив обучение на курсах трактористов, он стал работать механизатором в колхозе в станице Солдатской. Трудился здесь до оккупации Северного Кавказа гитлеровскими войсками в августе 1942 года.
В 1944 году был призван в ряды Красной армии Саратским РВК Измаильской области. Участник Великой Отечественной войны с августа 1944 года. Воевал в составе 1041-го стрелкового полка 233-й стрелковой дивизии. В ходе боя 23 ноября 1944 года сержант Домнич получил ранение в правую руку, после излечения в госпитале в марте 1945 года был уволен из действующей армии по состоянию здоровья.
Весной 1945 года возвратился в Саратский район Измаильской (ныне — Одесской) области, стал трудиться статистом в Уполминзаге (Управление уполномоченного Министерства заготовок, ведающего заготовками и закупками сельскохозяйственной продукции). Позже принял решение переехать в посёлок Нижний Баксан и трудоустроился на вольфрамо-молибденовый комбинат. Был направлен на работу на руднике «Молибден» (Курганшилли-Тау — Серебряная гора) откидчиком, а через полгода освоил приёмы работы горняцким перфоратором и стал трудиться бурильщиком.
Спустя годы он полностью овладел профессией и стал мастером своего дела. При 28 погонных метров по норме за смену он легко проходил до 50 погонных метров, выполнял до 150 процентов плана.
Указом Президиума Верховного Совета СССР от 9 июня 1961 года за выдающиеся успехи, достигнутые в деле развития цветной металлургии, Михаилу Васильевичу Домничу присвоено звание Героя Социалистического Труда с вручением ордена Ленина и золотой медали «Серп и Молот».
Продолжал работать на руднике, позже возглавил комплексную бригаду, которая выполняла весь цикл проходческой работы. Выйдя на пенсию, он более десяти лет трудился на Нальчикском заводе телемеханической аппаратуры и в производственном объединении «Каббалкавтотехобслуживание» по ремонту и обслуживанию автомобилей.
Проживал в городе Нальчике.

## Награды
За трудовые и боевые успехи удостоен:
- золотая звезда «Серп и Молот» (09.06.1961)
- орден Ленина (09.06.19611)
- Орден Отечественной войны II степени (11.03.1985)
- медаль «За отвагу» (06.08.1946)
- другие медали.